# Grad Žusem
Grad Žusem (nemško Sussenheim) je stal na kopastem pomolu nad naseljem Dobrina pri Žusmu, jugovzhodno od Šentjurja. Zgrajen je bil na začetku 13. stoletja, doživel številne prezidave in opuščen okoli leta 1781, tako da so od njega ostale le še razvaline.

## Zgodovina
Grad so pozidali krški škofje na svojem ozemlju, ki ga je grofica Hema podarila leta 1043 krškemu samostanu, po katerem je to območje prišlo v last krške škofije. Posotelje je bilo na meji z Madžari, zato so škofje za obrambo sčasoma zgradili več gradov. Med njimi je bil konec 12. ali v začetku 13. stoletja tudi grad Žusem. Na gradovih so namestili svoje ministeriale, ki so imeli v fevdu žusemsko gospostvo. Bil je krški fevd, katerega so upravljali Žusemski vitezi vse do leta 1481, posedovali pa Celjski grofje v letih 1364−1404 in 1437-1456 ter deželni knezi, ki so bili dejanski lastniki do 1624.
V listinah je Žusemski grad posredno omenjen leta 1203 v darilni listini krškega ministeriala viteza Poppo de Suzzenheima, leta 1208 pa njegov brat Henrik. Izrecno kot grad pa je v dokumentih omenjen šele leta 1364 (vest Suzzenhaim). Ker je bil Kunšperk kot obmejni grad najbolj ogrožen, je krški škof pred letom 1212 vojaško podredil Kunšperškim svoje viteze v zaledju, med njimi tudi žusemske.
Poleg že omenjenega viteza Henrika Žusemskega je v prvi polovici 13. stoletja izpričan še njegov sin Friderik, leta 1259 pa se pojavljata Friderik in Henrik. Albreht Žusemski je bil leta 1329 po volji krškega škofa vojaško podrejen Planinskemu in ne več Kunšperškemu. Naslednji Henrik (Heinzel) Žusemski se pojavi sto let kasneje v treh listinah. Leta 1355 je pečatil pogodbo v korist gornjegrajskega samostana. Leta 1364 je z bratom Albrehtom priznal žusemsko trdnjavo (vest) za fevd Celjskim grofom, ki tako postanejo nosilci krškega fevda na gradu in gospostvu Žusem, žusemski vitezi pa ga dobijo v sekundarni fevd. Leta 1369 je bil Henrik v Vitanju med razsodniki nekega spora.
Prezadolženi bratje vitezi Žusemski, Friderik, Viljem, Janez in Rajnpreht so se leta 1392 dogovorili o delitvi očetovega imetja in dolgov. Rajnpreht Žusemski je bil takrat župnik v Šmartinu pri Kranju. Trije od navedenih bratov so leta 1394 podarili nekaj imetja v Mislinjski dolini gornjegrajskemu opatu za Jakobovo cerkev (sand Jacob) v Dobrini nad žusemskim gradom. Ob tem je opat podaril Jakobovi cerkvi pravico župnijskega sedeža in do cerkvene desetine, med drugim pri Žusmu in Žamerku. Žusemski pa so dobili pravico prezentacije župnika.
V 15. stoletju Žusemskim prinese nov vzpon Andrej Žusemski. Leta 1404 preide utrdba nazaj v roke Janezu (Hansu) Žusemskemu in njegovemu nečaku Andreju. Slednjemu je fevd potrdil krški škof, hkrati pa je dobil v fevd tudi Žamerk, ki ga je kupil. V vojni med Walseeji in Habsburžani je bil Andrej Žusemski na strani Habsburžanov, zaradi česar je začasno pred letom 1413 izgubil svoje priženjene konjiške fevde. Še pred tem letom se je poročil z Lizo hčerko Vida Betnavskega (Wintnawer), ki je imel v lasti gospostvo Betnava južno od Maribora. Leta 1425 mu je vetrinjski samostan prodal pravico do letnega činža od domcev s pripadajočo posestjo pred Ulrikovimi vrati pri Mariboru, kar je prej užival pokojni tast. Leta 1430 je kupil kot deželnoknežji fevd dvor v Močni (zahodno od Lenarta v Slovenskih goricah) z ducatom kmetij in posesti pri Slovenj Gradcu. Vendar je tudi on zašel v dolgove in si leta 1437 sposodil pri celjskem knezu Frideriku II. 2000 funtov in mu zanje zastavil svoj grad in žusemsko zemljiško gospostvo. Iz žusemskega gradu, ki ga je obdržal v upravi, se je preselil na Betnavo. Leta 1444 je od deželnega kneza dobil v začasno zastavo slovenjgraško gospostvo. Andrej je posedoval tudi krške in deželnoknežje fevde, vezane na gospostvi Vitanje in Vodriž (južno od Slovenj Gradca). Še leta 1449 in 1451 je Andrej dokupoval posest in pravice za žusemsko gospostvo znotraj njega in v njegovi soseščini. Konec leta 1454, tik pred smrtjo, je obdaril Tomažev oltar v mariborski župnijski cerkvi (žusemski beneficij), ki se je potlej imenoval tudi žusemski oltar, pred katerim je pokopana njegova žena Liza.
Andrejevega sina Janeza viteza Žusemskega srečamo leta 1447 poročenega z Lizo Pesniško. Po materi Lizi je podedoval Vartenhajm (severno od Rač pri Mariboru). Leta 1458 je Janez z drugo ženo Uršo, rojeno Ruckendorf, sprejel od krškega škofa po očetu podedovane fevde: žusemsko zemljiško gospostvo in žamerške ruševine (Burgstall), pri čemer deželni knez kot dedič leta 1456 izumrlih Celjskih ni protestiral. Janez je podedoval po materi tudi Valdek. Med letoma 1464 in 1472 je bil oskrbnik Celjskega gradu, leta 1474 in 1479 pa grajski oskrbnik na gradu Konjice, od koder je leta 1474 poročal o pustošenju Turkov v okolici. Leta 1479 je za konjiško gospostvo dosegel pravico višjega deželnega sodstva ter bogato obdaril tudi konjiško kaplanijo. Janez Žusemski je umrl leta 1480. V istem času z Andrejevem sinom Janezom Žusemskim, srečamo v virih tudi Andrejevega bratranca Janeza Žusemskega, ki je bil cesarjev komornik do leta 1460 in oskrbnik zemljiškega gospostva Fürstenfeld (vzhodno od Gradca). Ta Janez je leta 1479 zabredel v velike dolgove do cesarja.
Po Andrejevem sinu Janezu Žusemskem je leta 1480 prevzel deželnoknežja (ne več krška) gospostva Žusem, Valdek in Konjice njegov nečak Bernard Lichtenberger. Ta jim je gospodaril le 4 leta. Za njim je bil upravnik žusemskega gospostva Jurij Katzendorfer. Leta 1494 je deželnoknežja komora Žusem zastavila Pavlu Buchwaldu in upravnik je postal Ahac Mutmannsdorfer, poročen z vdovo Janeza Žusemskega. Mutmannsdorfer je kmalu prejel v zastavo blizu polovice žusemske posesti.
Leta 1528 je za posojilo 2000 funtov grad Žusem in gospostvo prejel v zastavo Andrej pl. Altenhaus. Po njegovi smrti 1543 ga je nasledil sin Franc pl. Altenhaus. Slednji je leta 1550 za 4700 goldinarjev dobil grad in gospostvo Žusem v dosmrtno zastavo. Sin Franca Žiga Altenhaus se je leta 1571 poročil z Benigno, vdovo po račkem Žigi Regalu, rojeno Idunspeug. Za doto 500 goldinarjev ji je jamčil leta 1573 in 1580 z žusemskim zemljiškim gospostvom. Leta 1579 je pristavo v Pristavi (v okviru žusemskega gospostva) posedoval plemič Soteški (Helfenberg) po kupnem pravu, ki jo je prodal plemiču Juriju Reisingu. Po smrti Žige Altenhausa leta 1581 je postal gospodar Žusma Krištof Kronegger, a že leta 1583 ga je vzel v najem Inocenc Moscon, ki je kot gospodar ostal vse do prve četrtine 17. stoletja.
Leta 1624 je grad in gospostvo Žusem od deželnoknežje komore kupil baron Polikarp Scheidt, predsednik notranjeavstrijske dvorne komore, štajerski deželni upravitelj, cesarjev tajni svetnik in komornik. Grajski upravnik v tem času je bil Janez Liechtstock. Leta 1631 so ga kupili baroni Reisi(n)gi. Dne 5. maja 1635 so grad oplenili uporni kmetje, leta 1695 pa je pogorel. Reisingom so sledili grofje Petazzi (Petač) (1724-1787), grofje de Herbuval (1787-1848), Ritter (1848-1850), dr. Fürst (1850-1858) in končno glažutarski podjetnik Leopold Fieglmüller, ki ga je iz davčnih razlogov leta 1871 razkril in pet let pozneje deloma porušil. V začetku 20. stoletja je posestvo imela splošna hranilnica iz Linza v Avstriji.
Iz pisnih virov je razvidno, da je grad v 14. stoletju obsegal le stolpasto jedro (vest, gesloss), ki se mu je pred letom 1437 pridružilo tudi stanovanjsko poslopje (haws). Viri omenjajo, da je imela grajska kapela križni obok iz klesanega kamna, kar da sklepati, da je bila gotska. Ob gradu sta stala konjski hlev in pristava, leta 1624 tudi opekarna; pod gradom je bil ribnik, ki se omenja že 1496.